# Demstrup
Demstrup is een plaats in de Deense regio Midden-Jutland, gemeente Silkeborg. De plaats telt 264 inwoners (2008).
De plaats valt onder parochie Sjørslev.